# 구자키정
구자키정(久崎町)은 효고현 중서부, 사요군에 존재했던 정이다. 현재의 사요정에 해당한다.

## 역사
- 1889년 4월 1일 - 정촌제 시행에 수반해 사요군 구자키촌이 성립하였다.
- 1940년 3월 1일 - 정으로 승격해 구자키정이 되었다.
- 1955년 3월 25일 - 아코군 아카마쓰촌의 일부(고아카마쓰, 오자케, 旭日字抜位)의 구역을 편입(아카마쓰촌의 잔부와 합병해 가미고리정에)
- 1958년 6월 15일 - 가마고리정과 합병해, 새롭게 가마고리정이 성립하였기 때문에 소멸하였다.

## 교통

### 철도
- 지즈 급행 지즈선 구자키역 (당시엔 미개통)

### 도로
- 국도 제373호선